# 존 프랭컨하이머

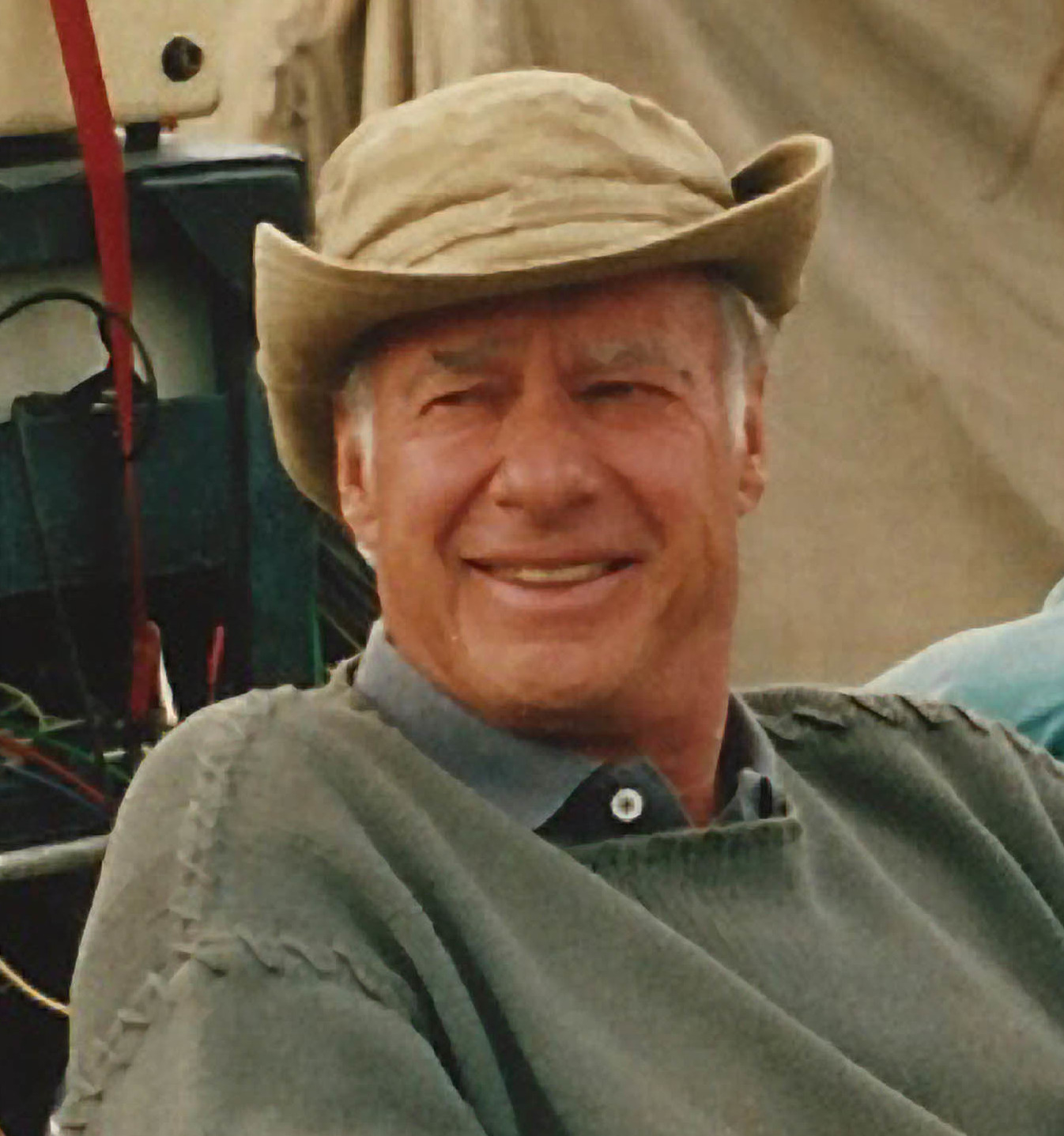

존 프랭컨하이머(John Frankenheimer, 1930년 2월 19일 ~ 2002년 7월 6일)은 미국의 영화 감독이다.
1953년에 CBS로 들어가 텔레비전 연출가로서 유명해지고 할리우드로 초빙되었으며, 1957년 《젊은 이방인》에서 감독이 되었다.
그의 작품은 미국의 현대 정치와 그 내막을 제재로 하여 강렬한 개성을 발휘했다. 대표작으로 《내일이 없는 십대》, 《종신범》, 《그림자 없는 저격자》, 《5월의 7일간》, 《대열차 작전》, 《그랑프리》 등이 있다.